# 1161
سنة 1161 كانت سنة بسيطة تبدأ يوم الأحد (الرابط يظهر نموذج التقويم الكامل للسنة) من التقويم اليولياني.

## أحداث
- تأسيس مدينة شفيرين وتقع حاليا في ألمانيا.

## مواليد
بلدوين الرابع - ملك بيت المقدس.

## وفيات
- الإمبراطور تشنزونغ
- النظامي العروضي مقالاتي إيراني
- سليمان شاه بن محمد
- طلائع بن رزيك
- ماغنوس هنريكسون ملك السويد
- ميليسندا
- وان يان ليانغ
- إبراهيم بن دينار